# Johann Arnold Isselhorst
Johann Arnold Isselhorst (* 17. Mai 1720 in Lübeck; † 30. Dezember 1785 ebenda, ▭ 9. Januar 1786) war ein deutscher Jurist und Bürgermeister der Hansestadt Lübeck.

## Leben
Johann Arnold Isselhorst war der Sohn des Lübecker Bürgermeisters Gotthard Arnold Isselhorst. Er studierte ab 1741 Rechtswissenschaften an der Universität Rostock.
1745 wurde er Ratssekretär und Registrator in Lübeck, 1750 Protonotar und 1765 in den Rat der Stadt erwählt. Im Rat wurde er 1781 zu einem der Bürgermeister der Hansestadt bestimmt. Isselhorst war Eigentümer des Gutes Krempelsdorf westlich der Stadt.

## Schriften
- mit Hermann Heinrich Engelbrecht: De steura imperiali ordinaria civitatum Imperii: assertiones iuris publici, 1744
- mit Johann Heinrich von Seelen: De mense Maio a Carolo M. germanica lingva eleganter dicto Wonne-Monath, ad Eginharti vit. Carol. M. cap. XXIX. Green, Lübeck 1749